# Leiolepis triploida
Leiolepis triploida är en ödleart som beskrevs av  Peters 1971. Leiolepis triploida ingår i släktet Leiolepis och familjen agamer. Inga underarter finns listade i Catalogue of Life.